# Aïn Fares (Mascara)
Aïn Fares (em árabe: عين فارس) é uma cidade e comuna localizada na província de Mascara, Argélia. Segundo o censo de 2008, a população total da cidade era de 11 494 habitantes.